# Štítkov
Štítkov je malá vesnice, část obce Svatá Maří v okrese Prachatice v Jihočeském kraji. Nachází se asi jeden kilometr severně od Svaté Maří. Je zde evidováno 49 adres. V roce 2011 zde trvale žilo 84 obyvatel.
Štítkov je také název katastrálního území o rozloze 3,14 km². V katastrálním území Štítkov leží i Brdo.

## Historie

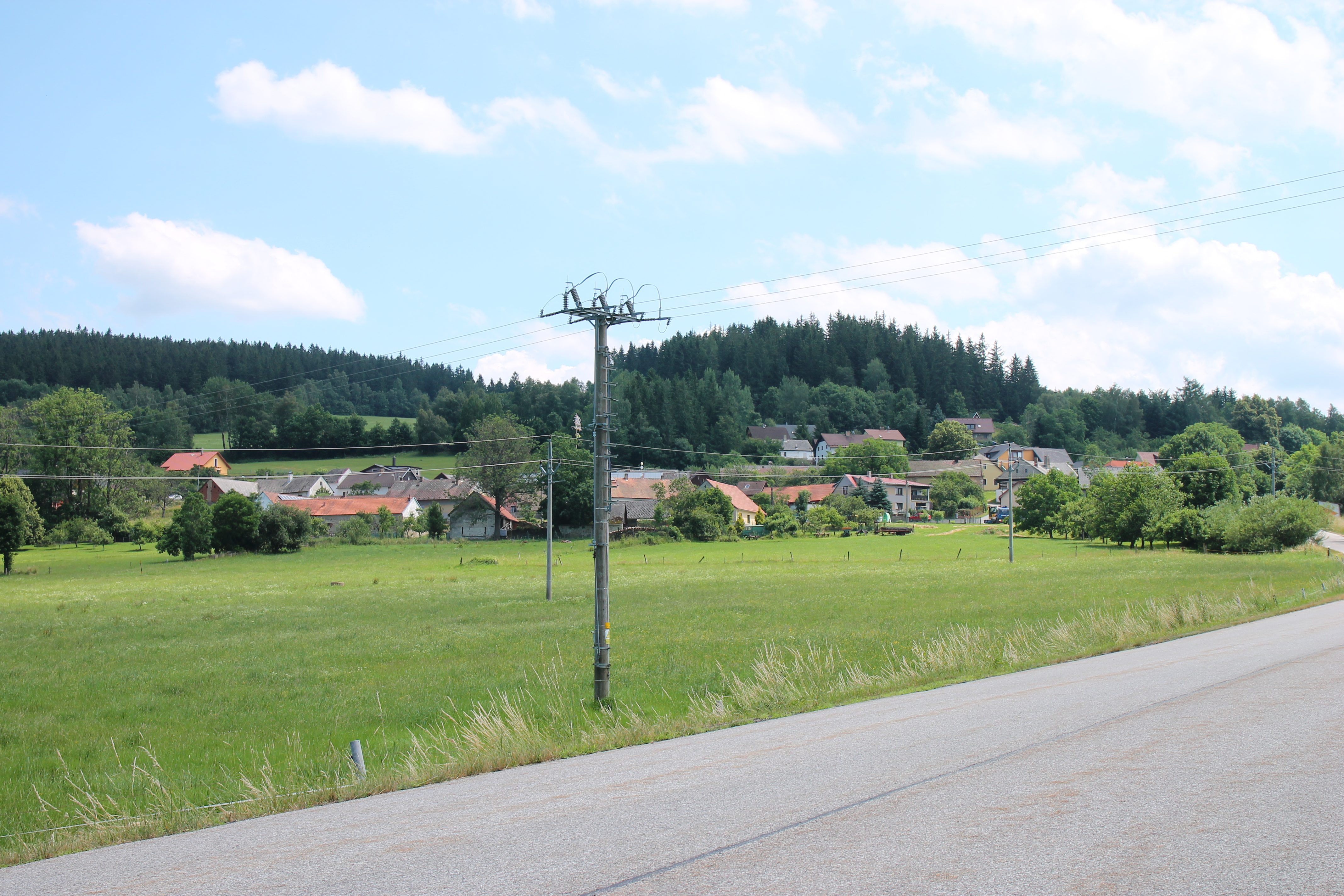
Pohled na Štítkov od severu

První písemná zmínka o vesnici pochází z roku 1554.

## Obyvatelstvo
| Rok            | 1869 | 1880 | 1890 | 1900 | 1910 | 1921 | 1930 | 1950 | 1961 | 1970 | 1980 | 1991 | 2001 | 2011 | 2021 |
| -------------- | ---- | ---- | ---- | ---- | ---- | ---- | ---- | ---- | ---- | ---- | ---- | ---- | ---- | ---- | ---- |
| Počet obyvatel | 254  | 236  | 210  | 211  | 206  | 184  | 180  | 144  | 142  | 125  | 92   | 91   | 84   | 84   | 104  |
| Počet domů     | 32   | 33   | 33   | 33   | 34   | 33   | 35   | 42   | 63   | 30   | 26   | 35   | 42   | 45   | 48   |

## Obecní správa
Při sčítání lidu v letech 1850–1920 Štítkov byl osadou obce Svatá Maří v okrese Prachatice. V letech 1921–1980 byl samostatnou obcí, se kterým patřil nejprve do okresu Prachatice, ale v roce 1950 v okrese Vimperk a od roku 1960 opět v okrese Prachatice. Od 1. července 1980 je opět částí obce Svatá Maří v okrese Prachatice. V letech 1921–1980 k obci patřila Smrčná a v letech 1961–1980 také Brdo.

## Pamětihodnosti

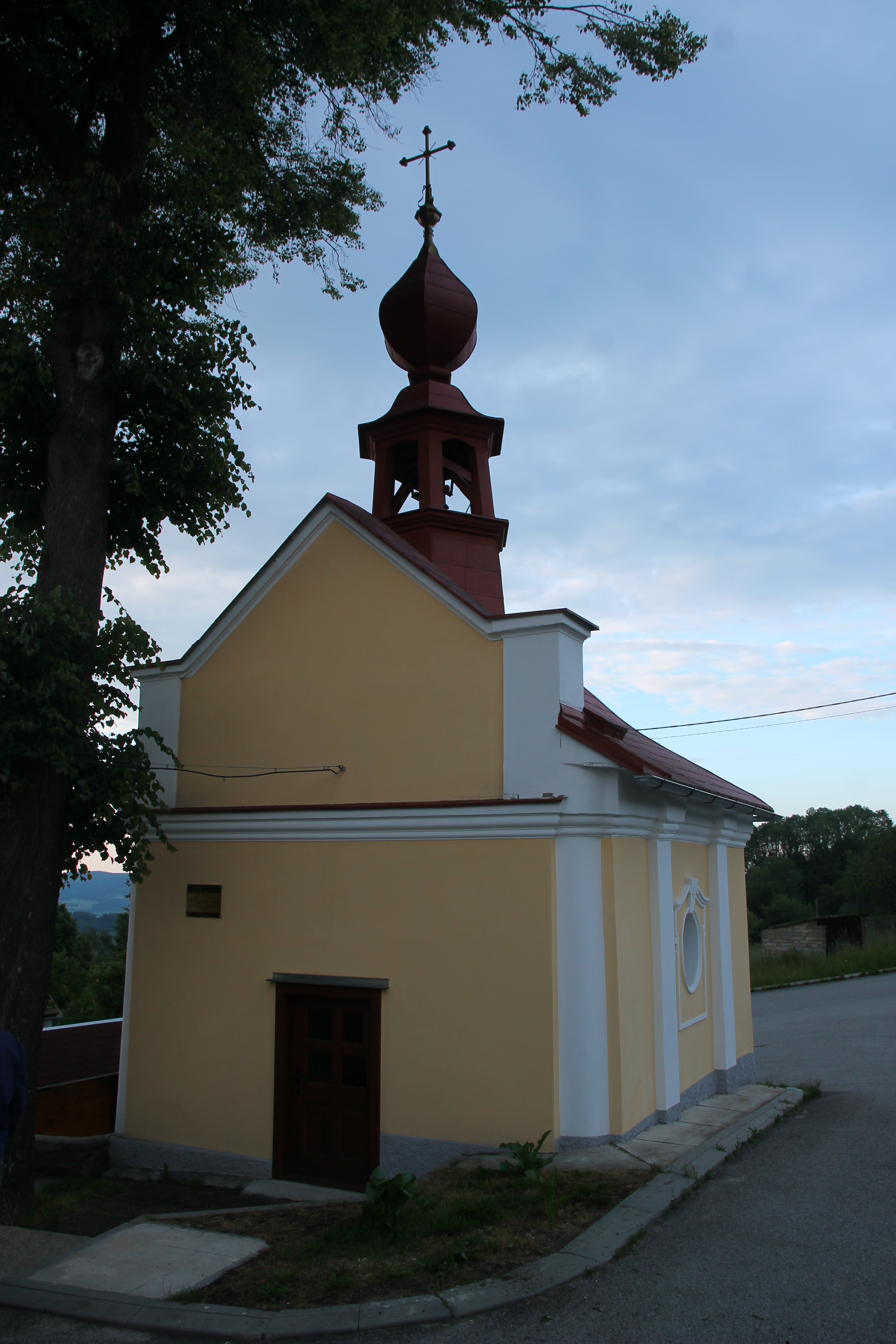
Kaple svatého Pavla

- Kaple svatého Pavla, na návsi (kulturní památka ČR)
- Východně od vesnice se nachází přírodní památka Mařský vrch; je zde balvanové pole tvořící tzv. kamenné moře